# Албисхајм
Албисхајм (њем. Albisheim) општина је у њемачкој савезној држави Рајна-Палатинат. Једно је од 81 општинског средишта округа Донерсберг. Према процјени из 2010. у општини је живјело 1.784 становника. Посједује регионалну шифру (AGS) 7333001.

## Географија
Албисхајм се налази у савезној држави Рајна-Палатинат у округу Донерсберг. Општина се налази на надморској висини од 150-170 метара. Површина општине износи 10,7 km².

## Становништво
У самом мјесту је, према процјени из 2010. године, живјело 1.784 становника. Просјечна густина становништва износи 166 становника/km².